# Gen (software)
Gen, oorspronkelijk uitgebracht als Information Engineering Facility (IEF), is een computer-aided software engineering (CASE) ontwikkelingsomgeving. Het product, ook wel omschreven als CASE-tool, is een programma dat de ontwikkelaar helpt bij verschillende onderdelen van softwareontwikkeling. 

## Leveranciers en naamgeving
Gen is door de jaren heen uitgebracht als CA Gen, AllFusion Gen, Advantage Gen, Cool:gen, IEF, Composer by IEF en Composer. Het product werd vanaf 1987 door Texas Instruments geleverd en vanaf 1997 door Sterling Software. Sterling Software werd in 2000 door CA overgenomen. CA werd in 2018 overgenomen door Broadcom Inc.

## Mogelijkheden
Het product  ondersteunt van oudsher de methode van information engineering. De eerste versies ondersteunden de database IBM DB2, 3270 'block mode'-schermen en genereerden alleen COBOL-code.
Gen ondersteunt sinds 2007 ook andere ontwikkelmethoden, zoals Component-based software engineering. Verder biedt het ondersteuning voor client/server-applicaties, webapplicaties en het genereren van C- en Java-code.